# Matthew Ridgway
Matthew Bunker Ridgway, född 3 mars 1895 i Fort Monroe, Hampton, Virginia, död 26 juli 1993 i Pittsburgh, Pennsylvania, var en amerikansk general.
Ridgway blev 1942 som brigadgeneral chef för 82nd Airborne Division, som kom att spela en viktig roll i samband med Operation Overlord och i Ardenneroffensiven.
Som generalmajor hade Ridgway befälet över den allierade luftburna styrkan vid Operation Varsity, som 24 mars 1945 landsattes på den östra sidan av Rhen. Han blev senare samma år befordrad till generallöjtnant.

## Koreakriget
Sommaren 1950 utbröt Koreakriget då Nordkorea angrep Sydkorea, och USA stod för de mest betydande styrkorna som kom till Sydkoreas försvar under FN:s flagga.
Efter att dåvarande chefen för 8. armén general Walton Walker omkommit i en bilolycka utsågs Ridgway till hans efterträdare. Han lyckades, enligt många militärhistoriker, att förvandla en krigstrött, knäckt styrka till en armé, som lyckades att driva en av stora kinesiska styrkor stödd nordkoreansk armé ut ur Sydkorea. Ridgway hade fungerat som stor inspirationskälla för trupperna då han åkt runt och talat med soldaterna och officerarna för att inge dem kampvilja, något som hade runnit ur dem under den kinesiska anstormningen då FN-trupperna retirerat under slutet av 1950. 
När general Douglas McArthur förlorade presidentens förtroende och avskedades av president Harry S. Truman utsågs Ridgway 19 april 1951 till hans efterträdare och han befordrades samtidigt till fyrstjärnig general. Ridgway lyckades med en krigföring längs den 38:e breddgraden, som utgjorde gräns mellan Syd- och Nordkorea, något som MacArhur sagt var omöjligt.
1952 efterträdde Ridgway general Dwight D. Eisenhower som chef för de allierade styrkorna inom Nato i Europa. Då han bland annat irriterade ett antal europeiska ledare på grund av att han omgav sig med en stab av enbart amerikanska militärer, lämnade han uppdraget och blev amerikanska arméns stabschef.
1955 lämnade Ridgway armén.